# Красный мост (Санкт-Петербург)
Кра́сный мост — автодорожный металлический арочный мост через реку Мойку в Адмиралтейском/Центральном районе Санкт-Петербурга, соединяющий Казанский и 2-й Адмиралтейский острова. Это единственный мост через Мойку, построенный по типовому проекту В. И. Гесте, сохранивший исторический внешний вид. Объект культурного наследия России федерального значения. Относится к числу петербургских мостов с «цветными» названиями.

## Расположение
Расположен по оси Гороховой улицы. Рядом с мостом с 1906 года располагался Торговый дом «С. Эсдерс и К. Схейфальс» (набережная реки Мойки дом № 73/15) и здание Российского государственного педагогического университета им. А. И. Герцена (набережная реки Мойки дом № 52).
Выше по течению находится Зелёный мост, ниже — Синий мост.
Ближайшие станции метрополитена — «Гостиный двор», «Садовая», «Адмиралтейская».

## Название
Название происходит от цвета окраски деревянного моста, существовавшего на этом месте в XVIII веке. В 1738 года Комиссия о Санкт-Петербургском строении установила для моста наименование Белый. С 1778 года за мостом закрепилось современное название.
Помимо Красного моста «цветные» названия получили ещё несколько мостов через Мойку: Жёлтый (ныне Храповицкий мост), Зелёный и Синий. Все из них, кроме Жёлтого моста, сохранили не только свои названия, но и окраску перил и фасадов.

## История

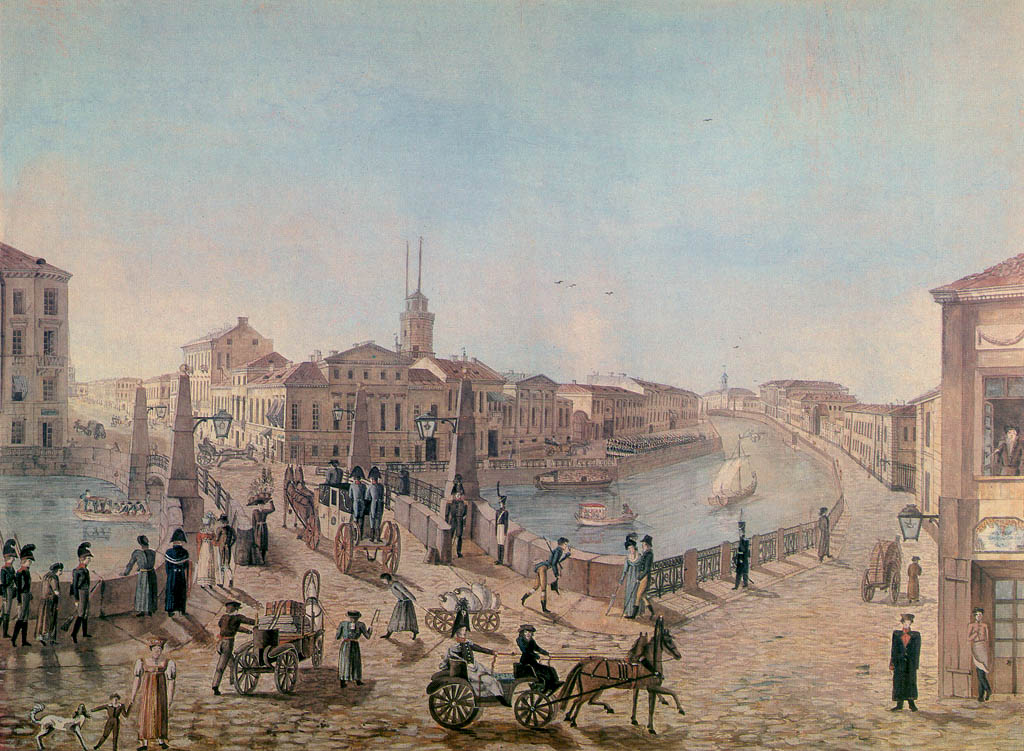
Красный мост в 1820-х годах

С 1717 года на планах отмечен деревянный мост. В 1737 году Г. ван Болесом был построен деревянный подъёмный мост. В среднем пролёте была устроена щель шириной около 70 см для пропуска мачтовых судов. В наведённом положении щель закрывали деревянными щитами. В 1752 году генерал-полицмейстер Татищев объявил высочайшее повеление «о сделании в Петербурге мостов: Красного, Зелёного и Синего по-прежнему — подъёмными, об окраске их всех зелёным цветом и о вызолочении фигур, поставленных на этих мостах». В конце XVIII века мост перестроен в дереве, подъёмная часть была ликвидирована.

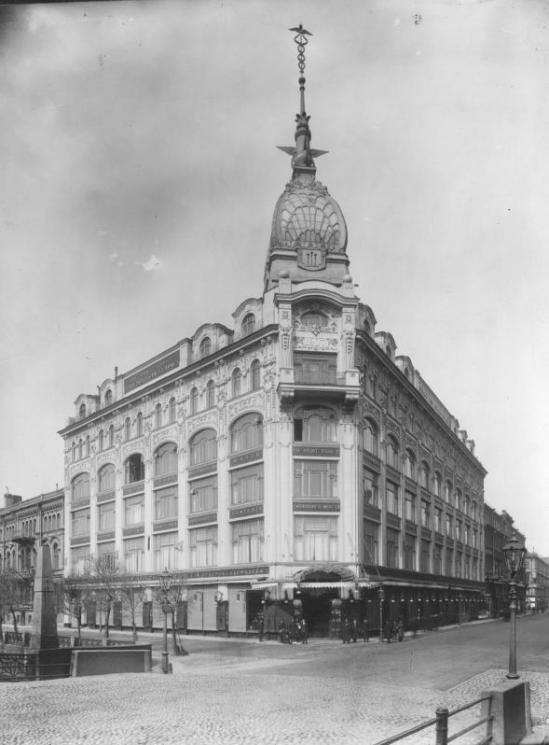
Красный мост и Торговый дом «С. Эсдерс и К. Схейфальс».
Фото К. К. Буллы, 1907 год

В 1808 году по «образцовому» проекту архитектора В. Гесте началось строительство однопролётного чугунного моста, по типу Зелёного моста. Из-за начавшейся войны с Наполеоном строительство было приостановлено до 1813 года и завершено только в 1814 году. Чугунные тюбинги для пролётного строения были изготовлены на уральских заводах Н. Н. Демидова. По конструктивной схеме мост был идентичен Зелёному, Синему и им подобным чугунным мостам.
За период эксплуатации с 1924 до 1950 года наблюдалась прогрессирующая деформация опор моста и его пролётного строения (раскрывались швы в стыках коробок, разрывались соединяющие их болты, в вертикальных рёбрах коробок и их днищах появилось около 40 глубоких трещин). Специальной комиссией, обследовавшей мост, его состояние было признано аварийным.
В 1953—1954 годах по проекту инженера «Ленгипроинжпроекта» В. В. Блажевича чугунные пролётные строения заменены на металлические двухшарнирные арки с железобетонной плитой проезжей части. Работы выполнило СУ-3 треста «Ленмостострой». Внешний вид моста был сохранён, под руководством архитектора А. Л. Ротача восстановлены гранитные обелиски с бронзовыми позолоченными шарами и четырёхгранными фонарями на металлических кронштейнах, воссоздано ограждение между тротуарами и проезжей частью моста.
В 1998 году проведена очередная реставрация: проведены работы по ремонту фонарей, воссозданы чугунное и гранитное ограждения.

## Конструкция
Мост однопролётный сталежелезобетонный арочный. По статической схеме представляет собой двухшарнирную арку. Пролётное строение состоит из 7 сварных арок, связанных между собой системой поперечных балок и продольных связей. Поверх арок устроена монолитная железобетонная плита проезжей части. Устои из бутовой кладки на свайном основании с гранитной облицовкой, выдвинуты из линии набережной в русло реки. Наружная поверхность устоев облицована гранитом. Фасады моста закрыты декоративными металлическими листами. Расчётный пролёт арок — 21 м. Общая длина моста составляет 22,0 (33,6) м, ширина моста — 16,8 м.
Мост предназначен для движения автотранспорта и пешеходов. Проезжая часть моста включает в себя 3 полосы для движения автотранспорта. Покрытие проезжей части — асфальтобетон, тротуаров — асфальтобетон и гранитные плиты (на открылках). Тротуары отделены от проезжей части чугунными тумбами, соединенными между собой стальными брусками-пожилинами и гранитным парапетом (на открылках). Перильное ограждение чугунное, однотипное с решёткой набережной Мойки, завершается на устоях гранитным парапетом. При въездах на мост установлены гранитные обелиски с позолоченными шарами-навершиями и фонарями на металлических кронштейнах.